# Adalberto Álvarez
Adalberto Álvarez   (l'Havana, 22 de novembre de 1948 - l'Havana, 1 de setembre de 2021) va ser un pianista, director musical i compositor cubà.

## Biografia
Adalberto Álvarez va néixer a l'Havana el 22 de novembre de 1948. A la fi de la dècada de 1960 i principis de la dècada de 1970, Álvarez va anar a l'Escola Nacional d'Arts de l'Havana i també va ser professor de Literatura Musical a l'Escola Provincial d'Art de Camagüey durant la dècada de 1970. Va crear la banda cubana Son 14 en la dècada de 1970 i la va dissoldre en la dècada de 1980. El 1984, Álvarez va iniciar el grup Adalberto Alvarez y su Son, que va dirigir fins a la seva mort després de contreure el COVID-19. El gènere de la seva música és el son, un estil de música que es va originar a Cuba. També va ser adjunt a l'Assemblea Nacional del Poder Popular entre 2013 i 2018 i va ser triat pel municipi de Camagüey.

## Premis i honors
El 2008 va rebre el Premi Nacional de Música. També va rebre diverses distincions que inclouen la distinció per a la cultura nacional, l'orde Félix Varela i el premi Cubadisco diverses vegades.

## Adalberto Álvarez y su Son
Adalberto Álvarez y su Son és la banda fundada el 1984 per Álvarez.